# Адхикари, Ман Мохан
Ман Мохан Адхикари (Манмохан Адхикари; непальск. मनमोहन अधिकारी; 20 июня 1920 — 26 апреля 1999) — непальский политик, премьер-министр Непала с 30 ноября 1994 по 12 сентября 1995 года, генеральный секретарь Коммунистической партии Непала (объединённой марксистско-ленинской).
Коммунистическая партия Непала (объединённая марксистско-ленинская) пришла к власти после студенческого восстания в 1993—1994 годах.

## Биография

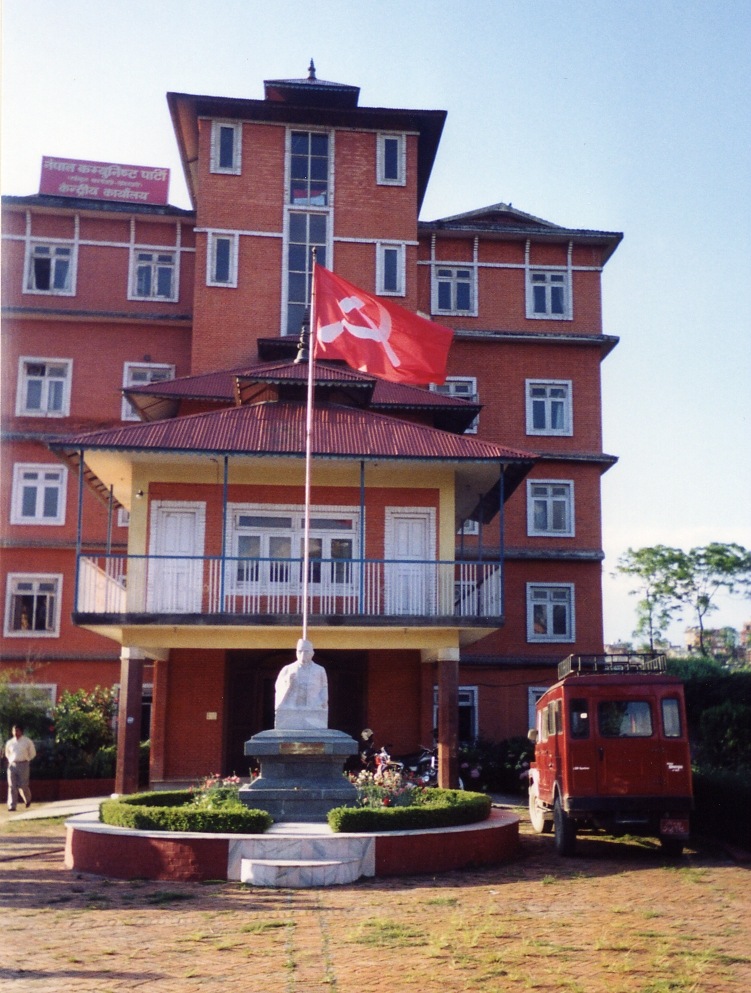
Главный офис Коммунистической партии Непала (Объединенной марксистской и ленинской) в Катманду

Родившись в 1920 году в деревне Лазимпат, долина Катманду, Ман Мохан Адхикари вырос в Биратнагаре. В 1938 году уезжает учиться в Варанаси в Британской Индии. Во время учёбы в 1942 году Ман Мохан принимает участие в движении «Оставленная Индия» и арестовывается британскими колониальными властями. Помещён в тюрьму наряду с другими политическими активистами; в общей сложности, за свою жизнь провёл 17 лет в разных тюрьмах по политическим мотивам.
Во время своего пребывания в Индии Ман Мохан оказывается вовлечённым в коммунистическое движение и вступает в Коммунистическую партию Индии. После возвращения в Непал Адхикари становится лидером профсоюза в Биратнагаре, где за организацию выступления на джутовом производстве в 1947 году арестован и приговорён к трём годам тюремного заключения. Участник создания Коммунистической партии Непала в 1949 году. Обязанности генерального секретаря КПН выполнял с 1951 года, когда сменил на этой должности основателя партии Пушпу Лала Шрестху, поскольку его фигура была приемлемой для двух других конкурирующих партийных лидеров — самого П. Л. Шрестху и Ш. К. Упадхьяи. В сентябре 1951 года партийное собрание в Калькутте по инициативе Адхикари принимает документ под названием «Путь непальського народа к новой демократии», в котором вооружённая революционная борьба называлась приоритетной. 
В начале 1954 года первый партийный съезд подтверждает избрание Адхикари генеральным секретарём ЦК Коммунистической партия Непала. Входил в состав непальской делегации из трёх человек, которая в 1956 году приняла участие в работе XVIII съезда КПК. Затем некоторое время прожил в КНР, где лечился от болезни кожи. В 1970-х годах вместе с Моханом Бикрамом Сингхом, Шамбурамом Шрестхой и Нирмалом Ламой образовывал т. н. «Центральное ядро», однако им не удалось воссоединить компартию, и в 1979—1986/1987 годах возглавлял собственную КПН (Манмохан), затем объединившейся с КПН (Пушпа Лал) в Коммунистическую партию Непала (марксистскую).

## Премьер-министр
В результате всеобщих выборов, прошедших 15 ноября 1994 года, ни одна партия не получила большинства, достаточного для формирования правительства. В итоге было сформировано правительство меньшинства, которое возглавил Ман Мохан Адхикари. Коммунисты получили 88 мест в 205-местном парламенте. Создалась уникальная политическая ситуация: коммунистическое правительство при теократической монархии (Непал был одной из немногих стран, в которых индуизм провозглашён государственной религией). Оно продержалось с декабря 1994 по сентябрь 1995, когда ему был вынесен вотум недоверия.

## Последние годы
19 апреля 1999 года после возвращения с митинга Адхикари внезапно впал в кому. Его тут же отвезли в больницу Трибхуванского университета преподавания. У него отказали мозг, сердце, лёгкие и почки; он поддерживался аппаратом искусственного дыхания. 26 апреля Ман Мохан Адхикари скончался. Врачи официально объявили о его смерти в 02:32 часа. Они также указали, что бывший премьер-министр страдал гипоксией, которая и привела к отказу жизненно важных органов.

## Интересные факты
Ман Мохан Адхикари был одним из немногих коммунистов, возглавивший правительство в монархическом государстве. Подобными прецедентами в истории были главы Народного правительства — члены Монгольской народной партии в Богдо-ханской Монголии (1921—1924).